# Marshall Islands War Memorial Park

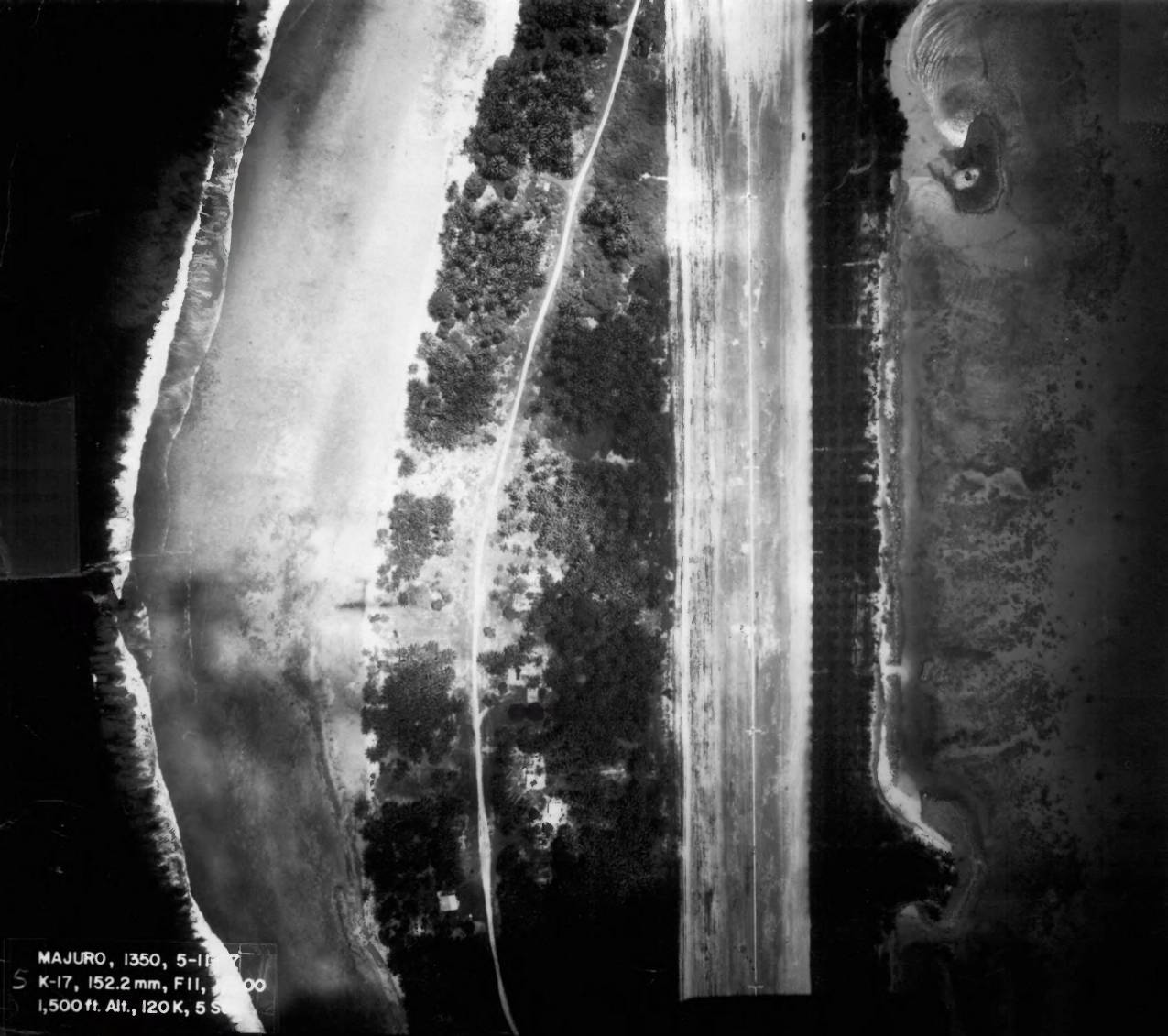
Luftaufnahme des Marshall Islands War Memorial Park (1976)

Der Marshall Islands War Memorial Park ist ein Park am Strand von Delap im Majuro-Atoll der Marshallinseln. Ursprünglich gehörte das Gelände zum U.S. Headquarters Command Center for the Marshall Islands, von wo aus die Marshallinseln nach dem Zweiten Weltkrieg verwaltet wurden. Nebenan befand sich das Haupt-Flugfeld der Amerikaner bis 1971. Nach der Eröffnung eines neuen Flugfeldes entstand dort eine Sammelstelle für Artefakte des Zweiten Weltkrieges. Im Park werden heute Waffen und Fahrzeuge ausgestellt, wie Trägerjagdflugzeuge vom Ty Mitsubishi A6M (Zero) und große Munition, die auf den Inseln zum Einsatz kam.
Der Park wurde 1976 in das National Register of Historic Places aufgenommen, als die Marshallinseln zum Treuhandgebiet Pazifische Inseln gehörten.